# Rive Droite

Els arrondissements de París, amb el Sena que parteix la ciutat. La Rive Droite és la part septentrional.

La Rive Droite (la Riba Dreta) és la meitat septentrional de París, si es pren com a referència el curs del riu Sena. La meitat meridional és la Rive Gauche.
Gràcies a la seva associació amb llocs com ara la Place Vendôme, la Rive Droite fa pensar en un nivell d'elegància i sofisticació que no estan presents a la Rive Gauche, més bohèmia. El seu carrer més famós, sens dubte, són els Camps Elisis, però també n'hi ha altres com la Rue de la Paix, la Rue de Rivoli o l'Avenue Montaigne.